# José María Fernández Sánchez
José María Fernández Sánchez (ur. 15 stycznia 1875 w Oviedo, zm. 23 października 1936 w Vallecas) – hiszpański duchowny ze Zgromadzenia Misji, męczennik, ofiara wojny domowej w Hiszpanii w latach 1936–1939, błogosławiony Kościoła katolickiego.

## Biografia
Urodził się 15 stycznia 1875 w Oviedo. Jako katolicki duchowny był wykładowcą w różnych seminariach duchownych, głosił rekolekcje, był również duszpasterzem młodzieży. Pracował jako misjonarz w Indiach. Po powrocie do kraju, gdy wybuchła w 1936 wojna domowa, mimo grożącego niebezpieczeństwa, pozostał wraz z siostrami szarytkami, u których był wicedyrektorem w Vallecas koło Madrytu. Zginął 23 października 1936 wraz z przełożoną prowincjalną Justą Domínguez de Vidaurreta.
Papież Franciszek ogłosił dekret o jego męczeństwie 1 grudnia 2016. José María został ogłoszony błogosławionym wraz z 38 towarzyszami i 21 innymi męczennikami przez kard. Angelo Amato w Barcelonie 11 listopada 2017 roku.